# Näsberget
Näsberget este o arie protejată (arie specială de conservare — SAC, sit de importanță comunitară — SCI) din Suedia întinsă pe o suprafață de 5,9 ha, integral pe uscat.

## Localizare
Centrul sitului Näsberget este situat la coordonatele 59°03′54″N 17°11′12″E / 59.065°N 17.1866°E.

## Înființare
Situl Näsberget a fost declarat sit de importanță comunitară în decembrie 1998 pentru a proteja un număr necunoscut de specii din flora spontană și fauna sălbatică aflate în arealul zonei. Situl a fost protejat și ca arie specială de conservare în martie 2011.

## Biodiversitate
Situată în ecoregiunea boreală, aria protejată conține 3 habitate naturale: Pajiști cu Molinia pe soluri calcaroase, turboase sau argilos-nămoloase (Molinion caeruleae), Pajiști uscate seminaturale și facies de acoperire cu tufișuri pe substraturi calcaroase (Festuco-Brometalia) (* situri importante pentru orhidee), Pajiști fino-scandinave uscate până la mezice, bogate în specii de altitudine mică.
La baza desemnării sitului se află un număr nedeclarat de specii protejate.